# Caso
Caso (em castelhano) ou Casu (em asturiano) é um concelho (município) da Espanha na província e Principado das Astúrias. Tem 307,94 km² de área e em 2019 tinha 1 507 habitantes (densidade: 4,9 hab./km²).

## Demografia
| Variação demográfica do município entre 1991 e 2004 | Variação demográfica do município entre 1991 e 2004 | Variação demográfica do município entre 1991 e 2004 | Variação demográfica do município entre 1991 e 2004 |
| --------------------------------------------------- | --------------------------------------------------- | --------------------------------------------------- | --------------------------------------------------- |
| 1991                                                | 1996                                                | 2001                                                | 2004                                                |
| 2104                                                | 2118                                                | 1962                                                | 2011                                                |